# Creglingen
Creglingen est une petite ville d'Allemagne, de l'arrondissement de Main-Tauber dans Bade-Wurtemberg, sur la Route Romantique, dans la vallée de la Tauber.
Le site était déjà occupé à l'âge du fer (Période de La Tène) : l'oppidum Finsterlohra.
La ville médiévale a conservé son centre historique. On peut y voir des vestiges des fortifications, de l'ancien château et de nombreuses maisons à colombages.
La principale attraction pour les visiteurs est le retable de Sainte-Marie par Tilman Riemenschneider dans l'église de Notre Seigneur.
La ville abrite aussi différents musées : celui du dé à coudre, du judaïsme et des pompiers dans le château de Waldmannshofen.

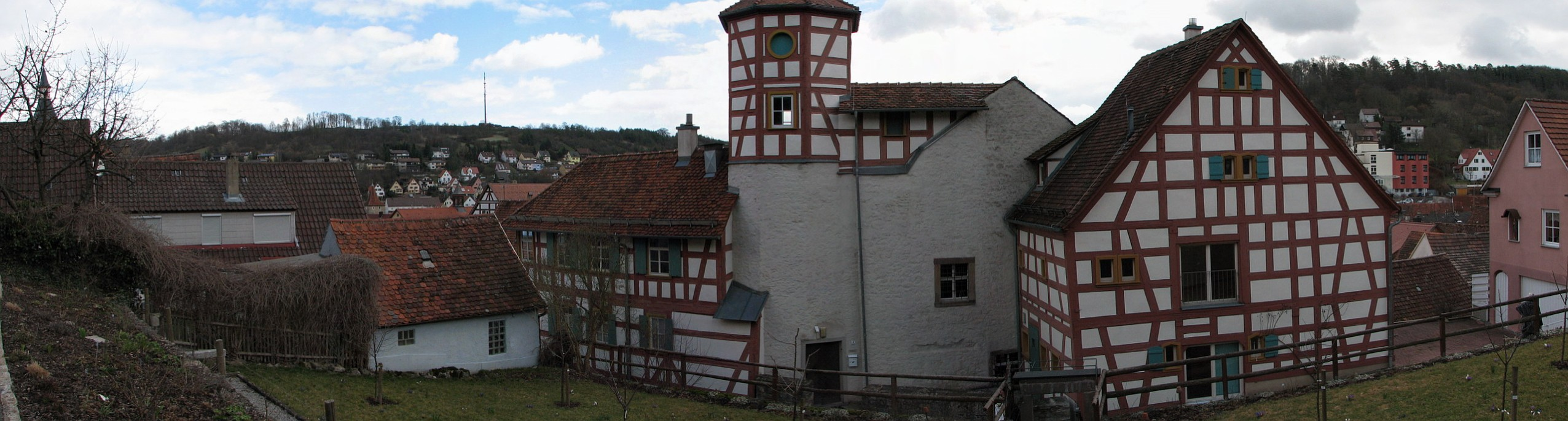
Château de Creglingen
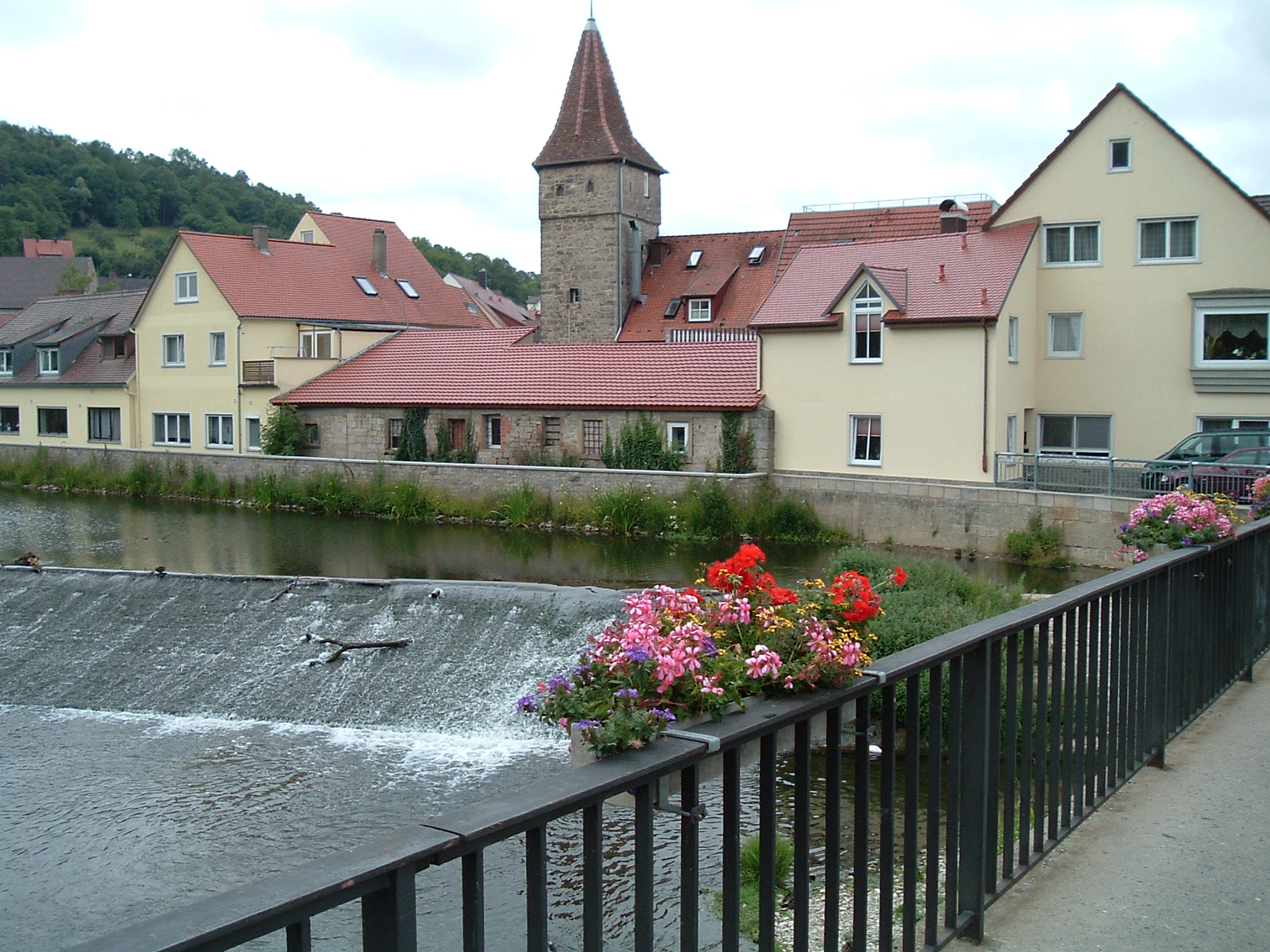
Creglingen du pont sur la Tauber
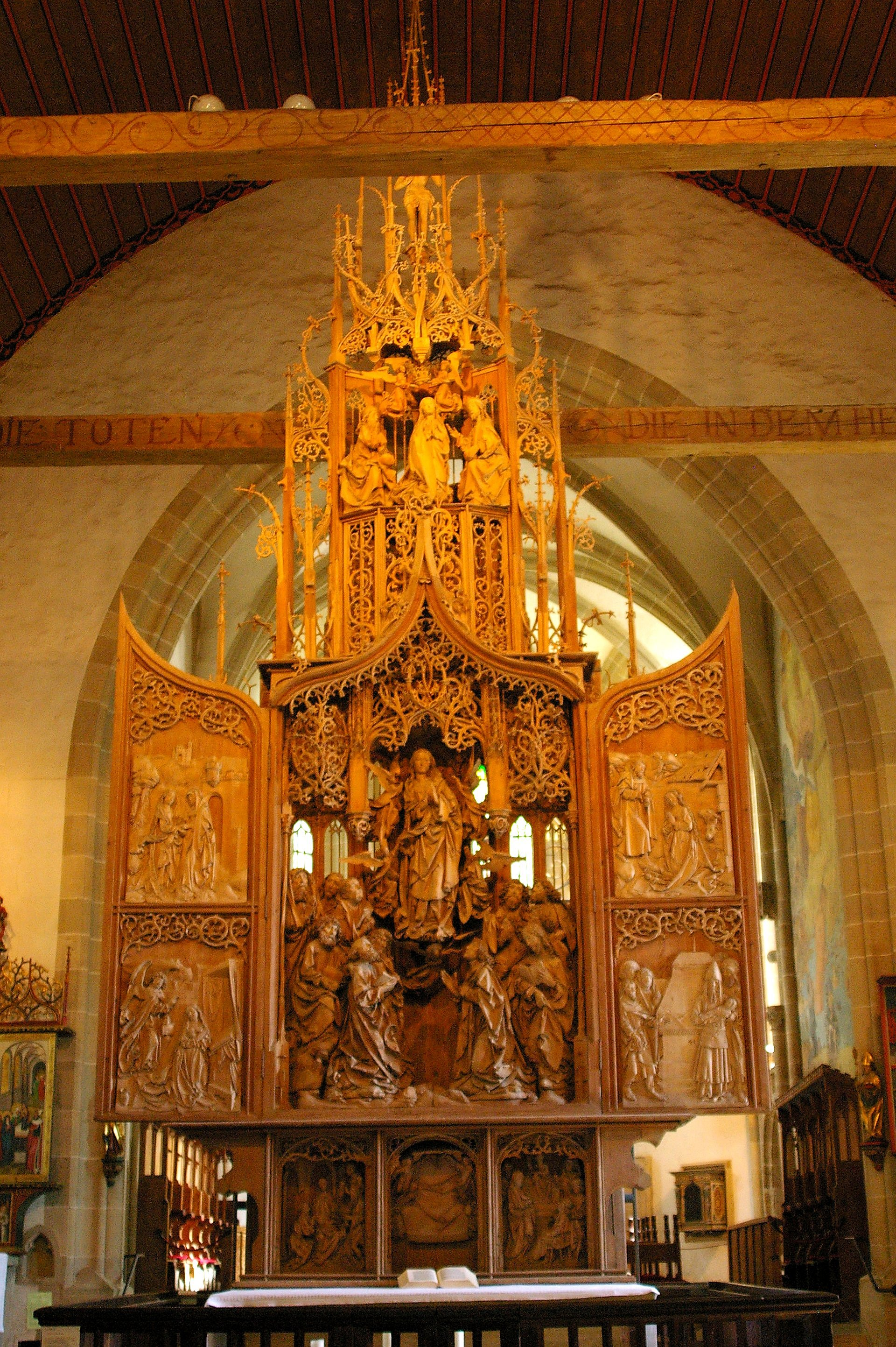
Retable de Tilman Riemenschneider

## Personnalités liées liées à la ville
- Alexander Macco (1767-1849), peintre né à Creglingen.
- Georg Pflüger (1835-1896), homme politique né et mort à Creglingen.
- Ernst Stuhlinger (1913-2008), physicien né à Creglingen.